# Convento de la Concepción de San Juan de la Palma
El convento de la Concepción, de concepcionistas franciscanas, se encontraba en Sevilla (Andalucía, España). Fue fundado a comienzos del siglo XVI y exclaustrado en 1868. Se encontraba cerca de la Iglesia de San Juan de la Palma.
Tenía el mismo título que otro convento de la misma orden, que se encontraba cerca de la Iglesia de San Miguel, fundado en el siglo XVI y desamortizado en 1837.

## Historia
Leonor de Ribera, nacida hacia el 1428, al morir su padre, decidió dejar la casa en que vivía, en la calle San Vicente, y trasladarse a una propia junto a la Iglesia de San Juan de la Palma. Hacia 1459 compra una casa contigua a la de Leonor una viuda llamada Ana de Santillán, para llevar una vida religiosa encerrada junto a la iglesia. Pronto se le unió Leonor y, con el tiempo, más mujeres que querían llevar una vida retirada, ejerciendo de superiora Ana de Santillán en este emparedamiento llamado de San Juan de la Palma. Ana salió a fundar el Convento de Santa Paula en 1473.
Leonor de Ribera compró la casa de Ana de Santillán y la unió con la que ella tenía. Comenzaron a entrar muchas jóvenes y Leonor profesó en la tercera orden de San Francisco. El emparedamiento tomó el nombre de Santa Isabel. El inmueble se quedó pequeño y en 1479 adquirieron un corral y un solar, donde en 1481 labrarán cuatro casas. También se hace una huerta, en un terreno que tendrá que utilizarse cuando se labre la futura iglesia conventual, entonces no necesaria por tener el emparedamiento acceso a la Iglesia de San Juan de la Palma. Compraron unas casas enfrente y en 1497 construyeron un arco para comunicarse con ellas.
En 1511 Leonor consiguió que el papa Julio II le concediese profesar en la orden de las concepcionistas. En 1513 Leonor y las religiosas que vivían con ella prestan obediencia al arzobispo fray Diego de Deza. El arzobispo le dio a Leonor el báculo de abadesa primera y perpetua y luego profesaron ante ella las demás religiosas. Quedó así fundado el primer convento de concepcionistas de la ciudad.
En 1514 muró la fundadora y la segunda abadesa fue su sobrina, María Esquivel. En 1518 se terminó la iglesia del convento. Ese mismo año se labró un claustro. En 1522 fue elegida abadesa Beatriz Esquivel, otra sobrina de la fundadora.
En 1577 fue elegida abadesa Antonia Tremiño. Con ella se labró un nuevo claustro y una torre. En 1586 Tremiño salió a fundar el Convento de las Vírgenes de Sevilla, encargándose también de su construcción.
En el siglo XVII la iglesia se encontraba en ruinas y en 1625, siendo abadesa Isabel María de Montalbán, se reedificó.
En 1868 la Junta Revolucionaria extinguió el convento y las monjas fueron llevadas al Convento de Santa Inés, de clarisas, trasladándose luego al Convento de la Encarnación Arcos de Arcos de la Frontera, de monjas concepcionistas, en fecha desconocida, aunque ya se encontraban en él en 1919. En 1927 las monjas del Convento de la Encarnación se trasladaron al Convento de la Purísima Concepción de Lebrija.